# Saint-Jacques-de-Leeds
Pour les articles homonymes, voir Saint-Jacques.
Saint-Jacques-de-Leeds est une municipalité du Québec située dans la MRC des Appalaches dans la Chaudière-Appalaches.

## Toponymie
Elle est nommée en l'honneur de Jacques le Majeur et de la ville britannique de Leeds. 

## Histoire

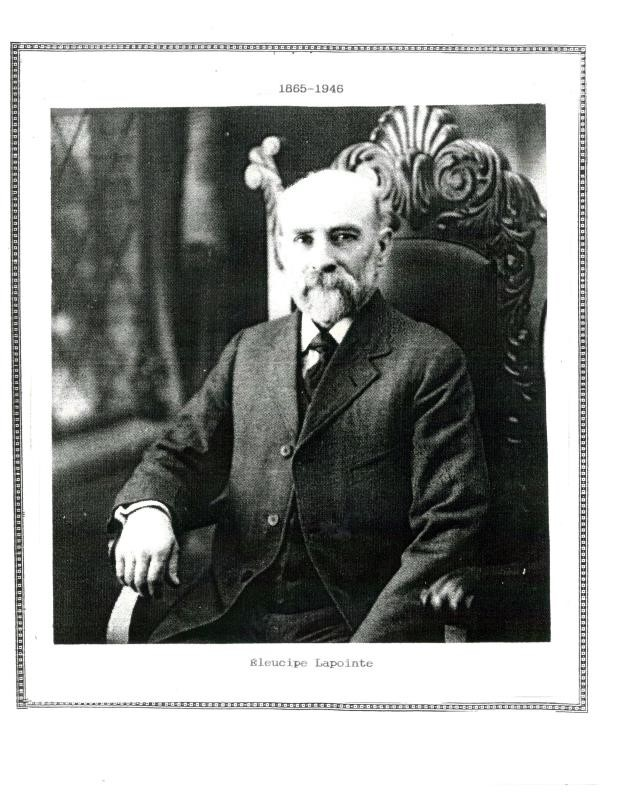
Eleucippe Lapointe qui fut de 1929 à 1937, le premier maire francophone du village de St Jacques de Leeds.

Le Canton de Leeds ou township of Leeds fut instauré le 14 juillet 1802. Auparavant, sur certaines cartes, le nom de Uxbridge apparaît. Mais en 1802, c’est le nom de Leeds qui apparaît et qui fut nommé en l’honneur de William Osgood dont le père était né dans la ville de Leeds en Angleterre. William Osgood fut le premier juge en chef du Haut-Canada et par la suite dans le Bas-Canada. Osgood est également le nom d’une des trois rivières qui traverse le canton. 
Au départ le territoire appartenait aux Abénakis que le comte de Frontenac leur avait concédé au XVIIe siècle. Lorsque les Anglais prirent possession de la Nouvelle-France pour en faire L’Acte de Québec, ils décidèrent que tout le territoire compris entre la frontière des États-Unis et les anciennes seigneuries françaises soient ouverts exclusivement à la colonisation anglophone. 
La colonisation du canton de Leeds et des alentours fut lente au début du XIXe siècle car la majorité des terres appartenaient à de riches marchands comme Isaac Todd, Joseph Frobisher et George Hamilton qui possédèrent successivement le territoire pour en faire le commerce de la fourrure. Mais jamais aucun de ses trois hommes ne mirent les pieds sur le territoire de Leeds et des environs. Ils demeurèrent à Montréal d’où ils gérèrent leurs activités commerciales. Devant les difficultés administratives et autres complications plusieurs colons vinrent en « squatters » s’établirent sur les terres du canton de Leeds. Entre autres Archibald MacLean premier colon à venir s’établir en « squatter » à Leeds.

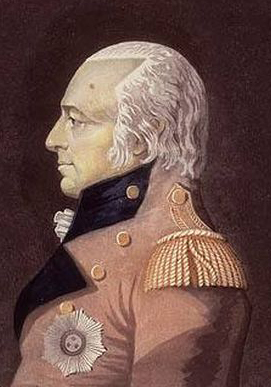
James Henry Craig qui fit construire le chemin de Craig

Une autre difficulté qu’avait les colons de l’époque pour venir s’établir à Leeds et dans le reste des Cantons-de-l'Est, était le manque de route. C’est pourquoi le gouverneur James Henry Craig demande en 1810 de construire un chemin entre Saint-Gilles et Richemond en Estrie. Située aux bords de la rivière Saint-François, à mi-chemin entre Sherbrooke et Drummondville, au cœur des Cantons-de-l'Est. C’était des loyalistes américains qui avait demandé en 1806 la construction de cette route. Mais les députés canadiens français du parlement du Bas-Canada étaient contre la construction de cette route, car elle allait favoriser une colonisation exclusivement anglophone et selon ce que l’on croyait à l’époque une assimilation progressive des francophones du Bas-Canada à cause de l’arrivée massive de tous ces anglais arrivant par cette nouvelle route.
Finalement malgré le refus des députés francophones majoritaires à la chambre des représentants de consentir au financement de ce chemin, le Gouverneur James Henry Craig utilise son pouvoir absolu pour ordonner la construction du chemin en 1810. 200 militaires seront utilisés pour la construction de ce chemin et de ses ponts dont celui de la rivière Sunday à la sortie sud du village de Leeds qui sera construite comme vous le devinez un dimanche. Le chemin de Craig partait donc de St-Gilles traversait les cantons de Leeds, Inverness, Halifax, Chester, Tingwick et Shipton. Après le canton Shipton et la ville de Richmond, il existait déjà différentes routes pouvant mener jusqu’à Boston. 
Lorsque le chemin de Craig fut terminé, un service de diligence pu faire le trajet entre Québec et Boston. C’est ce que nous apprend le journal la Gazette de Québec du 31 décembre 1810.
En 1809, un premier colon vint s’établir à Leeds, Archibald MacLean. Ce dernier servira d’éclaireur pour l’armée pendant la guerre de 1812 pour aviser Québec au cas où les Américains décideraient de faire une incursion par le chemin de Craig.  
Entre 1855 et 1874 les Cantons de Thetford-Mines et de Leeds ne forme qu’une seule municipalité. Ce ne fut qu’en 1880 que fut nommé le premier maire du canton de Leeds avec un conseil municipal constitué uniquement d’anglophones. 
Par la suite les colons francophones commencèrent à s’installer dans le canton de Leeds. En 1929 le canton de Leeds est divisé en deux entités administratives soit le canton de Leeds (Kinnear’s Mills) et la municipalité de St-Jacques-de-Leeds avec son premier maire francophone Eleusippe Lapointe. 
Depuis le village de St-Jacques-de Leeds continu de progresser et de s’agrandir à l’intérieur de la belle province de Québec,.

### Chronologie
- 1802 : Proclamation du canton de Leeds.
- 1833 : fondation de la mission Saint-Jacques.
- 1903 : érection de la paroisse de Saint-Jacques.
- 12 septembre 1929 : érection de la municipalité de Saint-Jacques-de-Leeds, d'une fusion du canton de Leeds avec la paroisse de Saint-Jacques[2].

## Géographie
- Rivière Palmer
- Rivière Palmer Est

## Démographie
| 1891  | 1901  | 1911  | 1921  | 1931 | 1941 | 1951 |
| ----- | ----- | ----- | ----- | ---- | ---- | ---- |
| 1 795 | 1 435 | 1 420 | 1 440 | 918  | 925  | 872  |

| 1956 | 1961 | 1966 | 1971 | 1976 | 1981 | 1986 |
| ---- | ---- | ---- | ---- | ---- | ---- | ---- |
| 913  | 927  | 837  | 810  | 792  | 778  | 779  |

| 1991 | 1996 | 2001 | 2006 | 2011 | 2016 | 2021 |
| ---- | ---- | ---- | ---- | ---- | ---- | ---- |
| 741  | 750  | 771  | 708  | 711  | 685  | 711  |

## Administration
Les élections municipales se font en bloc pour le maire et les six conseillers.
| Saint-Jacques-de-Leeds Maires depuis 2001                                                                            |                     |         |          |
| Élection | Maire               | Qualité | Résultat |
| 2001 | Daniel Fillion      |         | Voir     |
| 2005 | Philippe Chabot     |         | Voir     |
| 2009 | Philippe Chabot     | Voir    |          |
| 2013 | Camille David       |         | Voir     |
| 2017 | Philippe Chabot (2) |         | Voir     |
| 2021 | Andréa Gosselin     |         | Voir     |
| Élection partielle en italique Depuis 2005, les élections sont simultanées dans toutes les municipalités québécoises |                     |         |          |

## Patrimoine

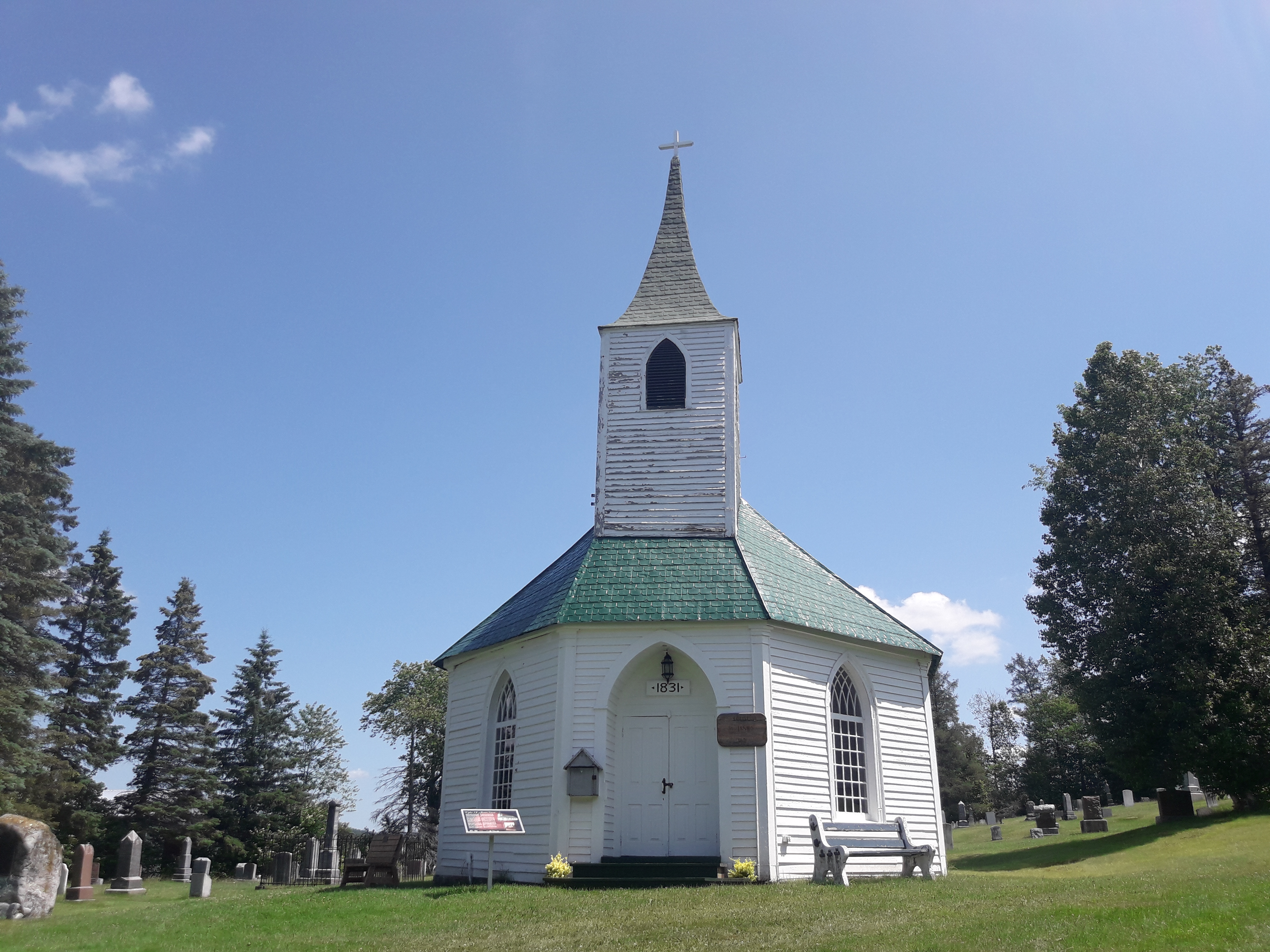
Eglise Saint-James
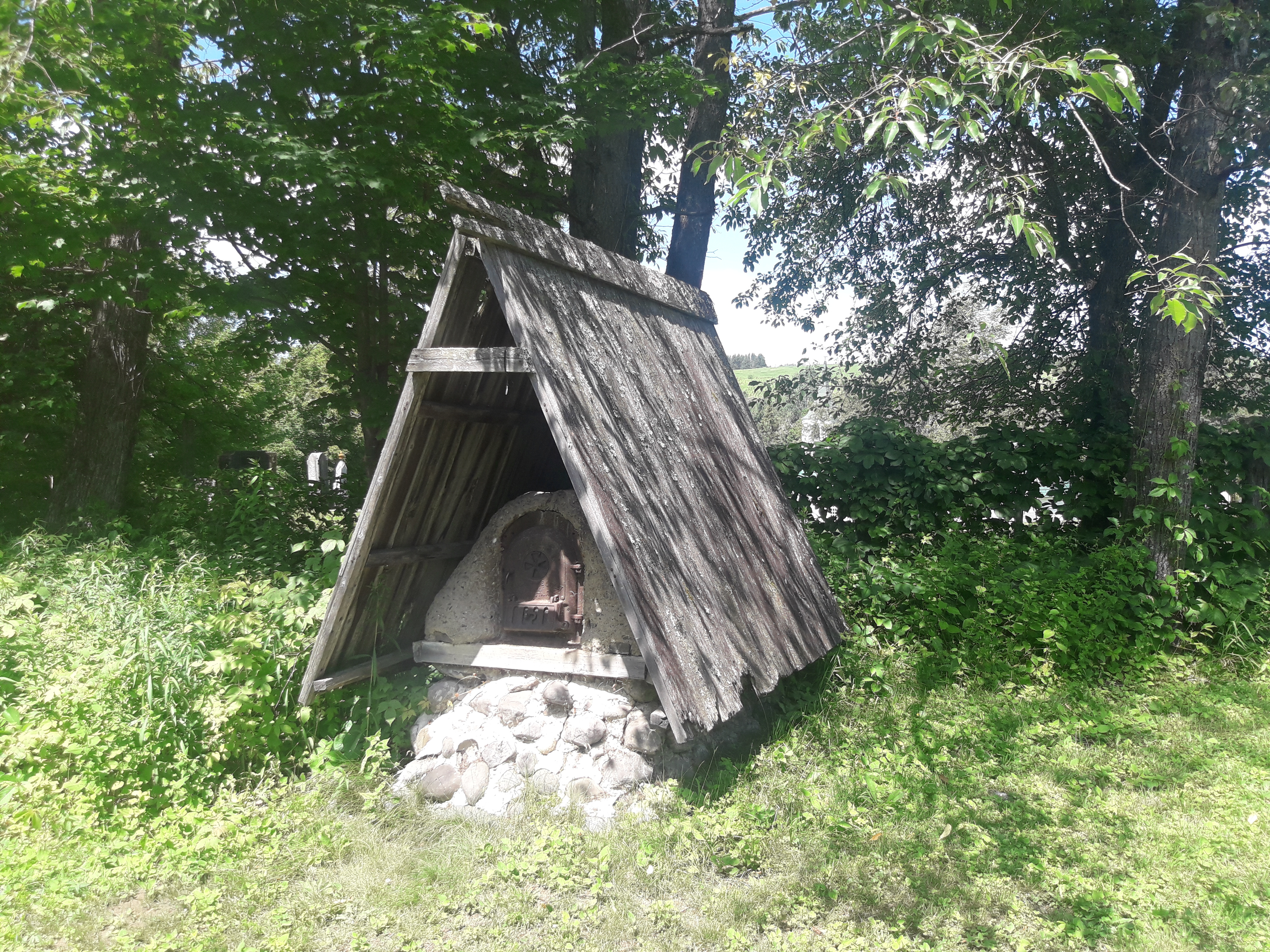
Ancien four à pain
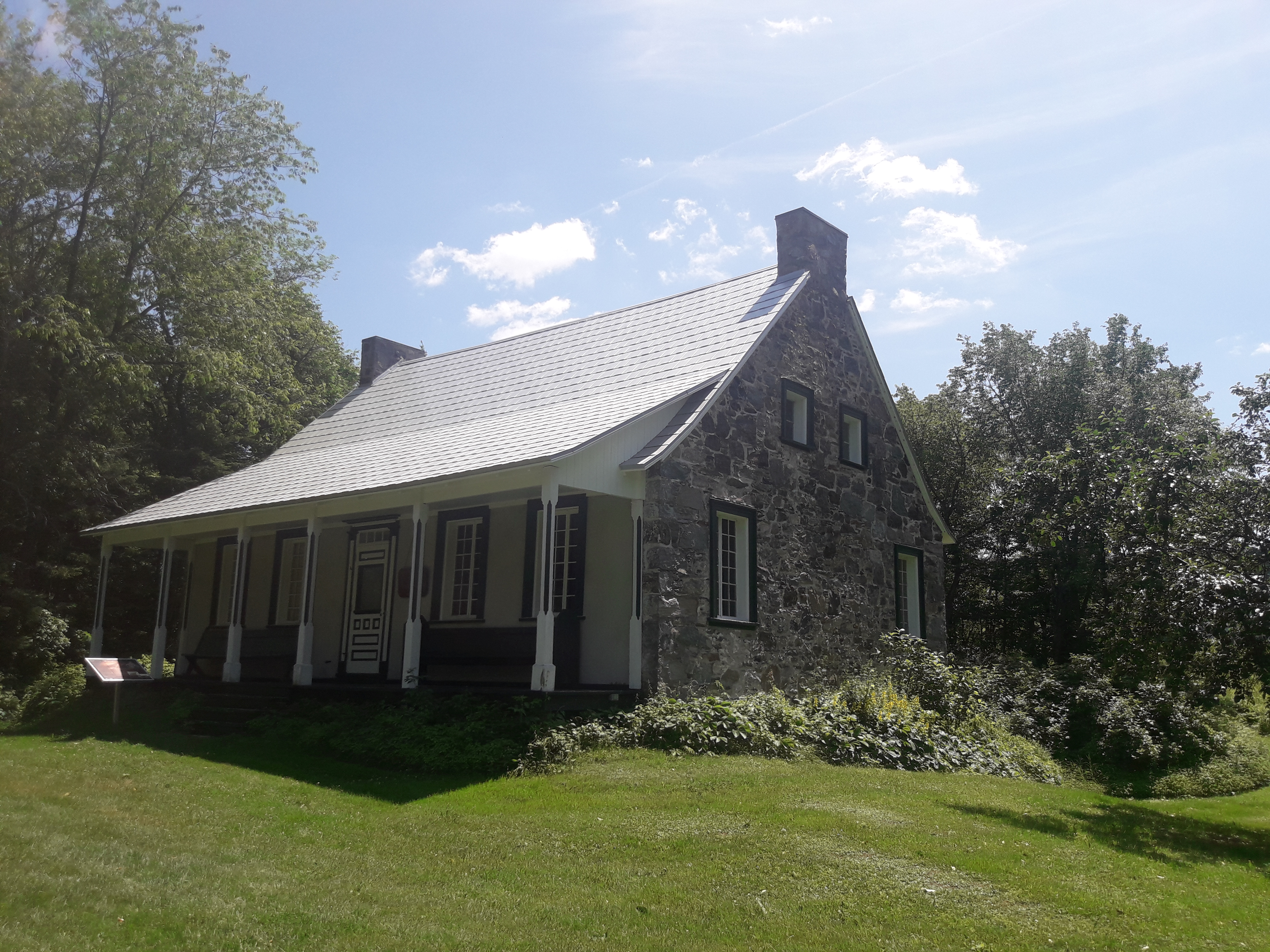
Le presbytère Alexander
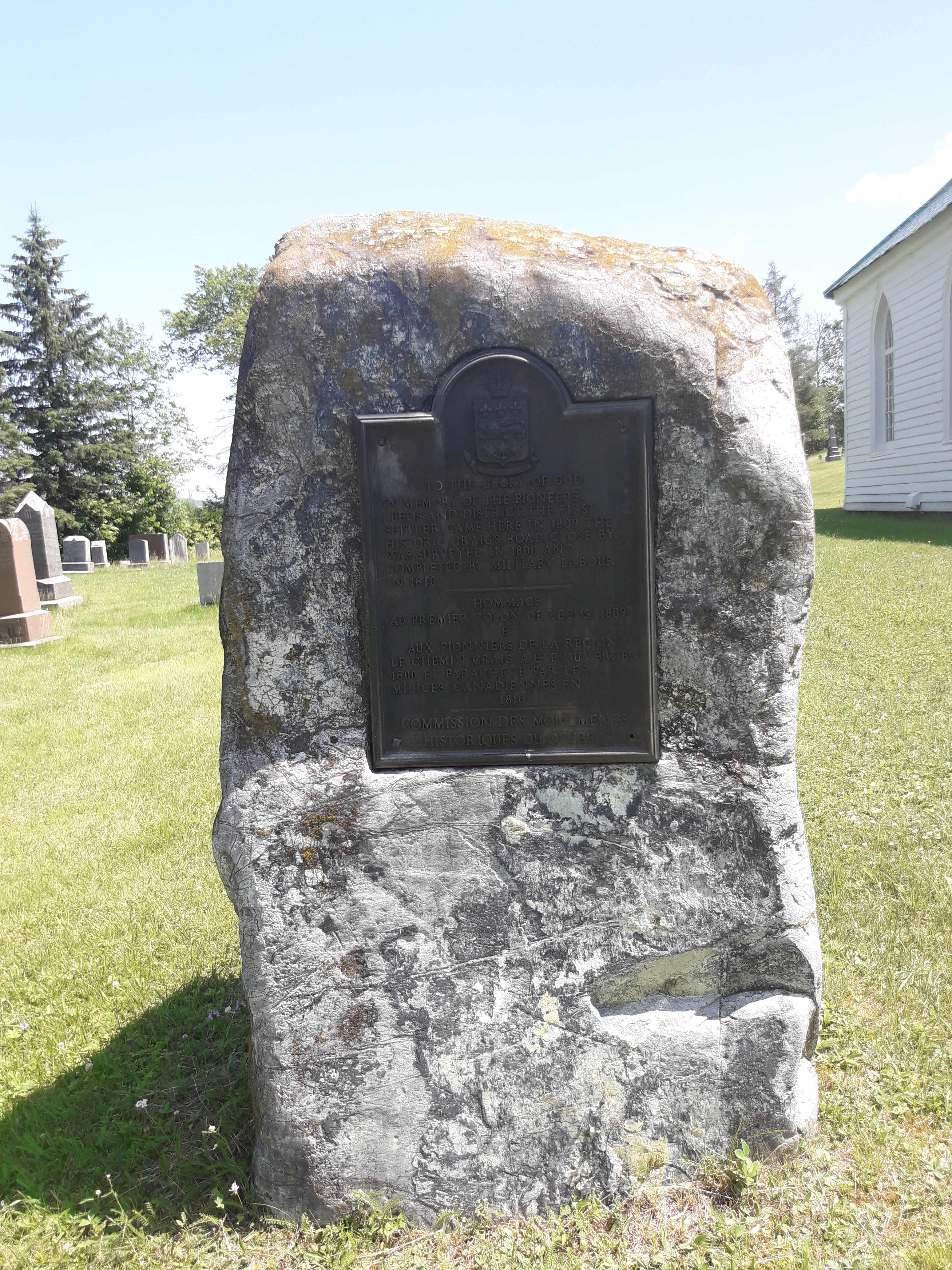
La plaque des pionniers
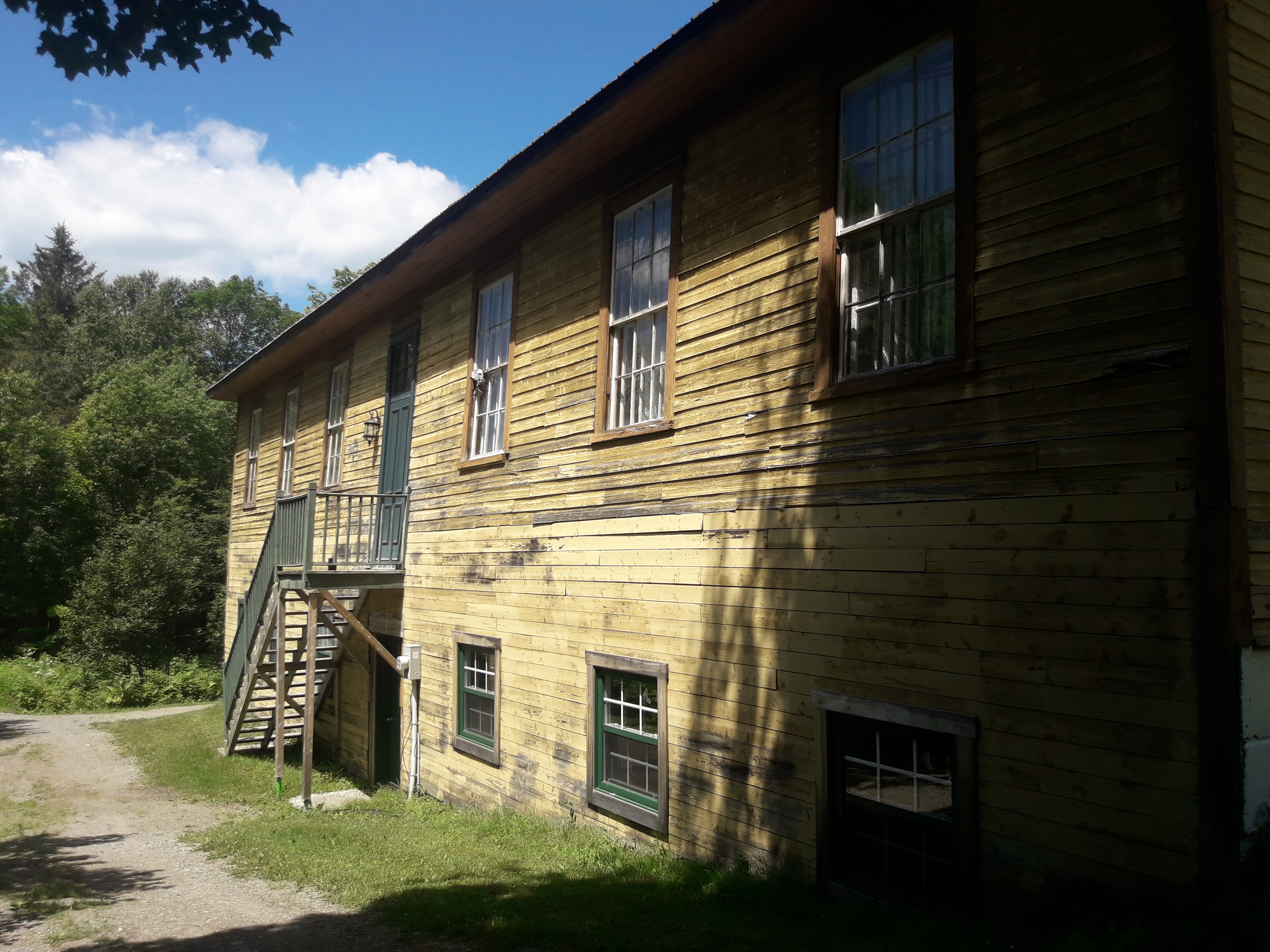
Ancienne école modèle
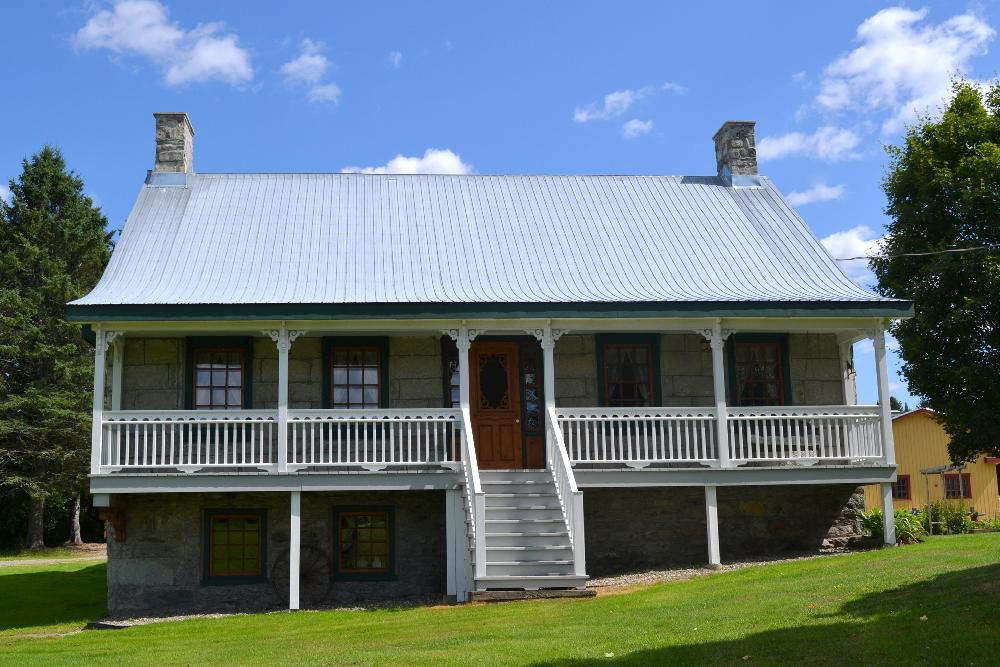
Ancien bureau de poste Wilson's

L'essentiel du patrimoine religieux s'organise autour des deux églises de la municipalité. Du côté anglican, l'église Saint-James a été érigée en 1831. Le site comprend aussi le presbytère Alexander construit en 1837 et un four à pain. Il est complété par le cimetière dans lequel se trouve la plaque commémorant l'arrivée du premier colon en 1809. L'école Leeds Model School est construite sur la rue Principale en 1896. Le premier bâtiment a été détruit par un incendie. L'école Sunday River School a été construite en 1927. L'ensemble de ces bâtiments forment le Site patrimonial de Saint-Jacques-de-Leeds.  
Du côté catholique, l'église de Saint-Jacques a été érigée entre 1942 et 1943 selon les plans de l'architecte René Blanchet. Le site comprend un presbytère, un cimetière et un calvaire. Une croix de chemin se trouve sur la route Tardif.  
Nommé Wilson's Post Office, l'ancien bureau de poste a été construit en 1835 selon les plans de l'architecte Alexander Hall.   
Sur le plan de l'architecture résidentielle, la maison située au 50, route 269 Nord a été construite vers 1810 au moment de l'arrivée du premier colon. D'autres résidences anciennes se trouvent sur la rue Principale,,  le 7e rang, et la route des Champs-Fleuris Sud.